# Лило и Стич 2: Стич има повреда
"Лило и Стич 2: Стич има повреда" (на английски: Lilo & Stitch 2: Stitch Has a Glitch) е американски анимационен филм от 2005 г. Други филми от поредицата са „Лило и Стич“ (2002), „Стич! Филмът“ (2003) и „Лерой и Стич“ (2006).

## Дублаж
Филмът има български дублаж осъществен в Доли Медия Студио. Екипът се състои от:
| Преводач            | Станислава Първанова                                                     |
| Режисьор на дублажа | Йоана Микова                                                             |
| Озвучаващи актьори  | Мина Костова Елена Бойчева Константин Лунгов Явор Караиванов Петър Бонев |